# کیم سونگ اون
کیم سونگ اون (کره‌ای: 김성은؛ زادهٔ ۱۶ سپتامبر ۱۹۸۳) بازیگر اهل کره جنوبی است. او به خاطر ایفای نقش در مجموعه تلویزیونی متشکرم شناخته می‌شود.

## فیام‌شناسی

### فیلم
| سال  | عنوان                | نقش           | توضیحات      |
| ---- | -------------------- | ------------- | ------------ |
| ۲۰۰۷ | هتل ماگانگ           | پارک مین آه   |              |
| ۲۰۱۳ | قهرمان کوچک من       | میزبان برنامه | حضور افتخاری |
| ۲۰۱۳ | ملکه شب              | جی اون        | حضور افتخاری |
| ۲۰۱۷ | جاسوس پاره وقت       | اون جونگ      |              |
| ۲۰۱۸ | دفترچه یادداشت مادرم | سو جین        |              |

### مجموعه تلویزیونی
| سال       | عنوان                               | نقش                    | توضیحات               |
| --------- | ----------------------------------- | ---------------------- | --------------------- |
| ۱۹۹۹–۲۰۰۰ | معلم برنج سوخته و هفت سیب‌زمینی      | گو چا سون              |                       |
| ۲۰۰۲      | بی‌وقفه                              |                        | قسمت ۳۹۹ و ۴۰۵        |
| ۲۰۰۲–۲۰۰۳ | Shoot for the Stars                 |                        |                       |
| ۲۰۰۳      | همسر                                | معشوقه هان سانگ هو     |                       |
| ۲۰۰۳      | بوی یک مرد                          |                        |                       |
| ۲۰۰۳      | دریاچه قو                           | شین سه هی              |                       |
| ۲۰۰۳–۲۰۰۴ | کارآگاهان                           |                        |                       |
| ۲۰۰۴      | صبح بخیر گونگ جا                    | کیم سونگ اون           |                       |
| ۲۰۰۵      | شبدر سه برگ                         | کیم جی هیون            |                       |
| ۲۰۰۵      | گل باد                              | شین جونگ نیم           |                       |
| ۲۰۰۵–۲۰۰۶ | دسته عجیب و غریب                    | لی هه این              |                       |
| ۲۰۰۷      | متشکرم                              | سو اون هی              |                       |
| ۲۰۰۷      | آشنایی با مادران گانگنام            | هان سو جین             |                       |
| ۲۰۰۷      | دراما سیتی: «Catch the Sumac»       | سو جی                  | درام یک قسمتی         |
| ۲۰۰۸      | تو کیستی؟                           | یون ها یونگ            |                       |
| ۲۰۰۸      | آشپزی عاشقانه                       | کانگ هه کیونگ          |                       |
| ۲۰۰۹      | زادگاه افسانه‌ها: «کتاب ممنوعه»      | هیون دوک               |                       |
| ۲۰۰۹–۲۰۱۰ | زندگی خوبه                          | نا یه جو               |                       |
| ۲۰۱۱      | درامای ویژه کی‌بی‌اس: «آن مرد آنجاست» | سو جون هی              | درام یک قسمتی         |
| ۲۰۱۲      | هنوز تو                             | شین نا را              |                       |
| ۲۰۲۳      | پادشاه سرزمین                       | مهماندار ارشد کینگ ایر | حضور افتخاری (قسمت ۱) |